# Habenaria acianthoides
Habenaria acianthoides är en orkidéart som beskrevs av Rudolf Schlechter. Habenaria acianthoides ingår i släktet Habenaria och familjen orkidéer. Inga underarter finns listade i Catalogue of Life.